# Butte de Fajada
El butte de Fajada es un butte ubicado en el Parque histórico nacional de la Cultura Chaco, en el noroeste de Nuevo México, Estados Unidos.
El butte de Fajada se eleva a 135 metros sobre el suelo del cañón. Aunque no hay una fuente de agua en la colina, hay ruinas de pequeñas viviendas en los acantilados en las regiones más altas de la colina. El análisis de fragmentos de cerámica encontrados en Fajada muestra que estas estructuras se utilizaron entre los siglo X y XIII.
Los restos de una rampa de 95 metros de altura y 230 metros de largo son evidentes en la cara suroeste de la loma. La magnitud de este proyecto de construcción, sin aparente propósito utilitario, indica que el butte de Fajada pudo haber tenido una considerable importancia ceremonial para el pueblo chacoano.

## Sitio de Sun Dagger

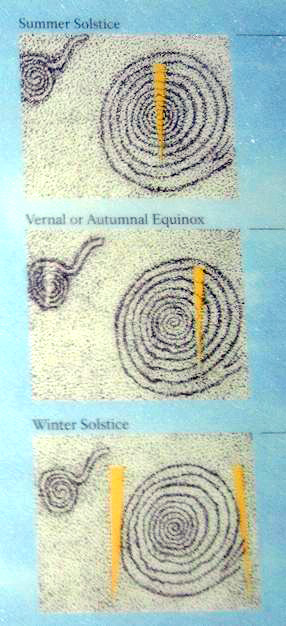
Diagrama que muestra la ubicación de las Sun Daggers en el petroglifo en varios días.

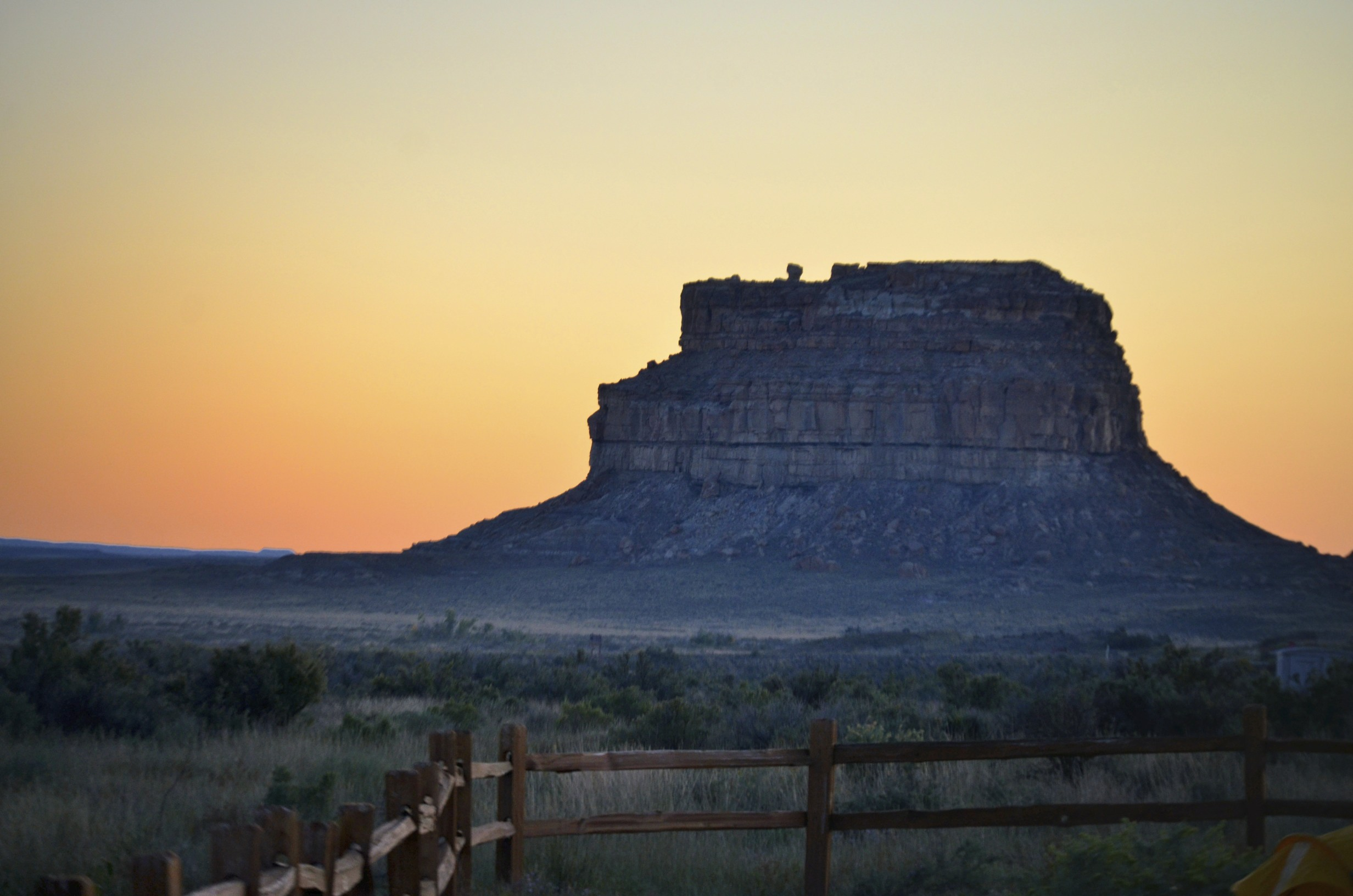
El butte de Fajada al atardecer en octubre de 2011.

En 1977, la artista Anna Sofaer visitó el Cañón del Chaco como voluntaria grabando arte rupestre. Allí registró petroglifos en el butte de Fajada en lo que ahora se llama el sitio Sun Dagger, ahora quizás el sitio más famoso en el Cañón del Chaco, ubicado en un acantilado orientado al sureste cerca de la cima del Fajada. Ella notó tres grandes losas de piedra apoyadas contra el acantilado que canalizan marcas de luz y sombra en dos petroglifos en espiral en la pared del acantilado. En su segunda visita, vio una «daga de luz» dividiendo una de las espirales. Aproximadamente a las 11:15 a. m. en el solsticio de verano, una forma de luz en forma de daga perfora la mayor de las dos espirales. Marcas similares sucedieron durante el solsticio de invierno y los equinoccios. En un extremo del ciclo de dieciocho a diecinueve años de la luna (el estancamiento menor lunar), una sombra divide en dos la espiral más grande justo cuando sale la luna; y en su otro extremo, nueve años y medio después (el mayor estancamiento lunar), la sombra de la luna creciente cae sobre el borde izquierdo de la espiral más grande. En cada caso, estas sombras se alinean con surcos picoteados. Debido al asentamiento de una de las losas, la «daga de luz» ya no atraviesa el centro de la espiral durante el solsticio de verano. El acceso público a la colina se redujo cuando, en 1989, se descubrió que la erosión del tráfico peatonal moderno era responsable de que una de las tres losas de protección en el sitio Sun Dagger se desplazara de su posición antigua. Debido a ese cambio, el conjunto de piedras ha perdido parte de su anterior precisión espacial y temporal como un calendario solar y lunar. En 1990, las pantallas se estabilizaron y se colocaron bajo observación, pero la losa no volvió a su orientación original.
En otros dos sitios en Fajada, ubicados a poca distancia debajo del sitio Sun Dagger, cinco petroglifos también están marcados por patrones visualmente atractivos de sombra y luz que indican el mediodía solar de manera distintiva en los solsticios y equinoccios. Sin embargo, se ha señalado que estos cinco eventos del mediodía son esencialmente los que uno esperaría por casualidad.
En la década de 1980, el Servicio de Parques Nacionales cerró el acceso al cerro debido a la delicada naturaleza del sitio y al daño y erosión causados por el turismo.
Los estudios del Proyecto Solsticio de Sofaer sugieren que los principales edificios de la antigua cultura chacoana de Nuevo México también contienen cosmología solar y lunar en tres articulaciones separadas: sus orientaciones, geometría interna e interrelaciones geográficas se desarrollaron en relación con los ciclos del sol y la luna.

### Debate
Hay varios problemas relacionados con este sitio. Una es cuando las dos espirales fueron picoteadas en las paredes, algunos estudiosos sugirieron que es posterior al apogeo de la tradición chaqueña.  Aunque otros observatorios solares construidos por la gente de Pueblo predicen eventos solares por el movimiento de la luz sobre un período de tiempo, este no. También se ha sugerido que no fue construido pero que quienes hicieron las inscripciones estaban usando una conveniente caída de roca existente.
Los críticos generalmente están de acuerdo en que los fenómenos de luces y sombras en el sitio tenían la intención de marcar la llegada del sol en los solsticios y equinoccios. Hay menos acuerdo sobre los fenómenos lunares; Zeilik no encontró evidencia etnográfica de una preocupación por el ciclo de estancamiento lunar en los pueblos históricos. También señaló que las observaciones contemporáneas del horizonte del pueblo logran una precisión mayor que la posible utilizando el sitio de la daga solar, lo que lo lleva a concluir que el sitio de la daga solar puede haber sido un santuario solar, pero no habría funcionado bien para regular el calendario solar.